# Dedicatoria
Dedicatoria és una pel·lícula espanyola de drama dirigida el 1980 per Jaime Chávarri i protagonitzada per Amparo Muñoz i José Luis Gómez. La pel·lícula va estar nominada a la Palma d'Or al 33è Festival Internacional de Cinema de Canes. El director considera que amb aquesta pel·lícula va finalitzar una etapa creativa en la seva filmografia.

## Sinopsi
Després d'adonar-se que no està enamorat de la seva dona, un periodista entaula una relació sentimental amb la filla d'un pres a qui ha d'entrevistar. Poc després, aquest se suïcida confessant els seus motius en una cinta magnetofònica.

## Repartiment
- Patricia Adriani
- María Amezua
- Francisco Casares
- José Luis Gómez
- Claude Legros
- Marie Mansart
- Amparo Muñoz
- Hélène Peychayrand
- Luis Politti
- Juan Jesús Valverde

## Premis
- 25a edició dels Premis Sant Jordi de Cinematografia a la millor interpretació en pel·lícula espanyola per Patricia Adriani (1980).[4]